# 萊爾河 (羅訥河支流)

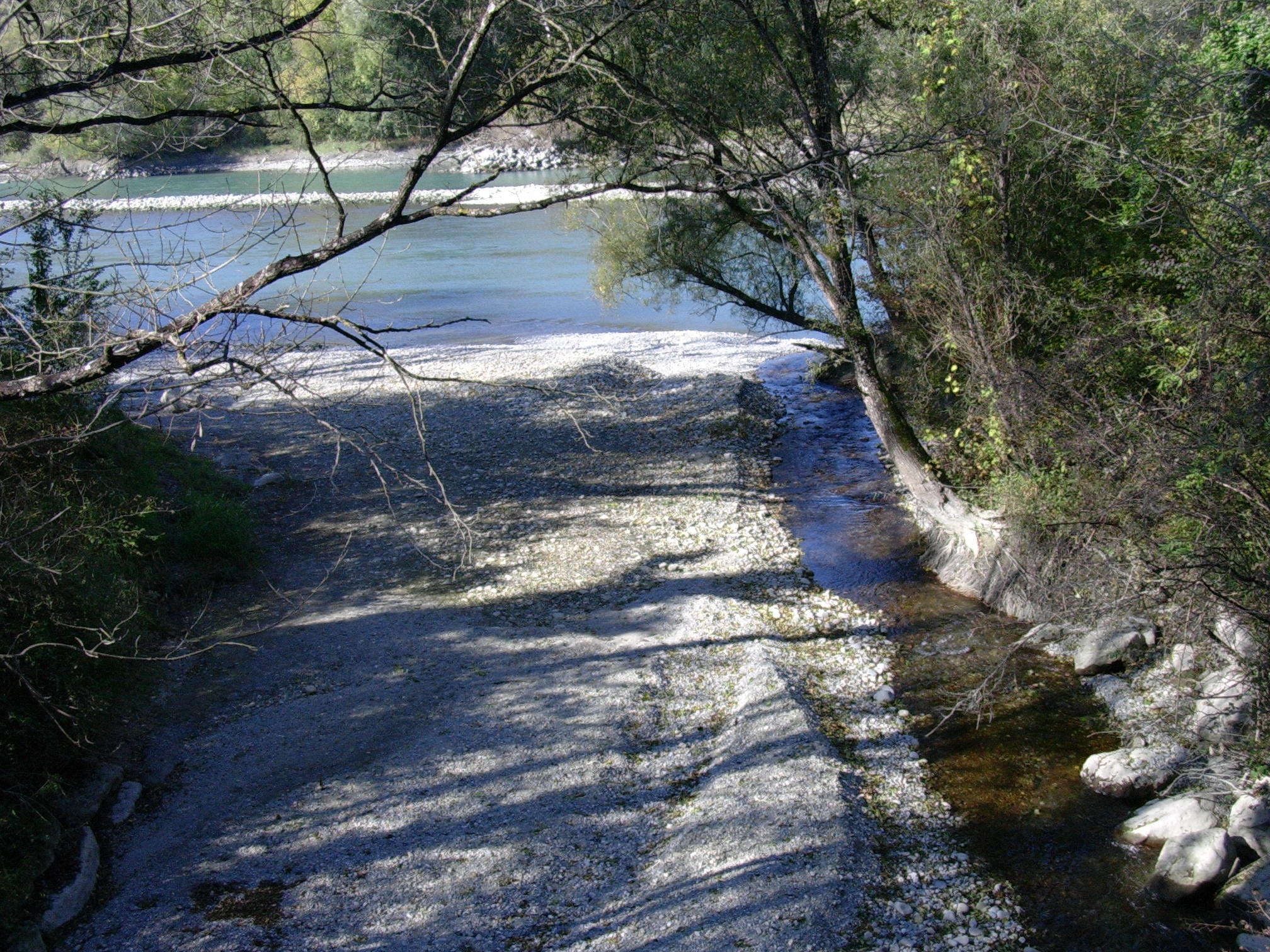

萊爾河是西歐的河流，流經法國和瑞士，屬於羅訥河的支流，河道全長14公里，流域面積50平方公里，發源自普雷西伊，河口處在尚西。